# Bacino di avampaese

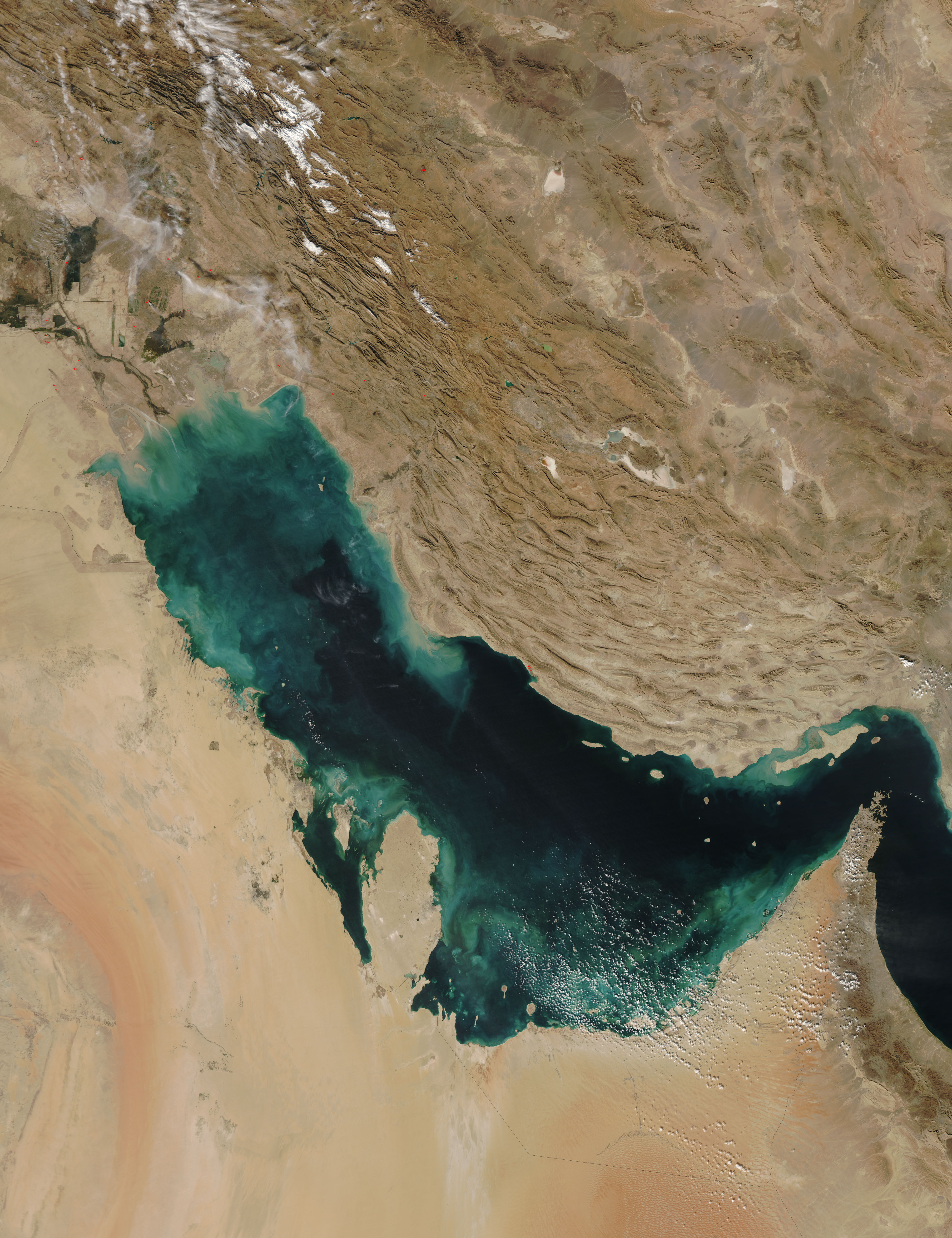
Golfo Persico: bacino di avampaese prodotto dall'orogenesi dei Monti Zagros.

Un bacino di avampaese è un bacino strutturale che si sviluppa adiacente e parallelo a una catena montuosa. 
I bacini di avampaese si formano a causa dell'imponente massa creata dall'ispessimento della crosta terrestre associato all'evoluzione di una catena montuosa, che provoca la deformazione della litosfera in un processo noto come flessione litosferica o isostasia regionale. L'ampiezza e la profondità di un bacino di avampaese è determinata dalla rigidezza flessionale del sottostante strato di litosfera e dalle caratteristiche della catena montuosa. 
Una volta formatosi, un bacino di avampaese comincia a ricevere i sedimenti erosi dalla catena montuosa circostante e tende a riempirsi con una serie di spesse successioni sedimentarie asportate dalla catena montuosa. 
Lo spazio per accogliere i sedimenti è prodotto dalla deformazione plastica della crosta che ha generato il bacino, al contrario dei bacini di rift che sono invece generati dalla distensione litosferica.

## Tipologie di bacini di avampaese
I bacini di avampaese possono essere divisi in due categorie:
- i bacini periferici, che si formano sulla placca tettonica che viene subdotta durante la collisione tra placche (cioè l'arco esterno dell'orogenesi).
  - Gli esempi includono il bacino nord alpino in Europa o il bacino del Gange in Asia.
- i bacini di retroarco, che si formano sulla placca in sovrapposizione durante la convergenza tra placche (cioè situato dietro all'arco magmatico che è collegato alla subduzione della litosfera oceanica)
  - Gli esempi includono il bacino delle Ande o i bacini che vanno dal tardo Mesozoico al Cenozoico nelle Montagne Rocciose.

## Bacini di avampaese attuali (Cenozoico)

### Europa
- Bacino Nord Alpino o Bacino della Molassa
- Pianura Padana
- Bacino dell'Ebro
- Bacino del Guadalquivir[1]
- Bacino di Aquitania
- Avanfossa Bradanica

### Asia
- Bacino del Gange
- Bacino del Tarim
- Bacino della Zungaria

### Medio Oriente
- Golfo Persico

### Nord America
- Bacino sedimentario del Canada occidentale

### Sud America
- Bacino delle Ande